# Cyaniris elongata
Cyaniris elongata är en fjärilsart som beskrevs av Gillmer 1909. Cyaniris elongata ingår i släktet Cyaniris och familjen juvelvingar. Inga underarter finns listade i Catalogue of Life.